# Học viện Hậu cần (Việt Nam)
Học viện Hậu cần  (tiếng Anh là: Military Academy of Logistics) là học viện quân sự trực thuộc Bộ Quốc phòng Việt Nam, có nhiệm vụ đào tạo sĩ quan và nhân viên ngành hậu cần cho Quân đội nhân dân Việt Nam.Ngày 7 tháng 2 năm 1993, Bộ Giáo dục và Đào tạo ra quyết định công nhận trình độ đào tạo đại học quân sự cho Học viện Hậu cần.
- Trụ sở chính: phường Ngọc Thụy, quận Long Biên, Hà Nội.
- Cơ sở 2: xã Kim Sơn, thị xã Sơn Tây
- 2 cơ sở này chủ yếu: đào tạo sĩ quan hậu cần trình độ cao đẳng, đại học và sau đại học với các chuyên ngành: chỉ huy tham mưu hậu cần, quân nhu, vận tải, xăng dầu, doanh trại, tài chính. Đào tạo hệ cao đẳng, đại học và sau đại học dân sự với chuyên ngành Tài chính – ngân hàng, Kế toán doanh nghiệp và Kỹ thuật Xây dựng.

## Lịch sử hình thành và phát triển
Trước yêu cầu của cách mạng và nhiệm vụ quân đội trong cuộc kháng chiến chống thực dân Pháp, đầu năm 1951, Tổng cục Cung cấp mở:
- Lớp huấn luyện cán bộ cung cấp đầu tiên do đồng chí Trần Đăng Ninh, Ủy viên Trung ương Đảng, Chủ nhiệm Tổng cục Cung cấp trực tiếp chỉ đạo. Ngày khai giảng lớp học, Bác Hồ đã gửi thư cho cán bộ, học viên, trong thư Người viết: “Công việc cung cấp cũng quan trọng như việc trực tiếp đánh giặc trước mặt trận, cung cấp đủ súng, đạn, đủ cơm áo thì bộ đội mới đánh thắng trận”; đồng thời Người chỉ rõ: “cán bộ cung cấp càng phải làm kiểu mẫu cần, kiệm, liêm, chính”. Tiếp sau đó là:
- Các lớp huấn luyện cán bộ cung cấp (1951 - 1953)
- Trường Cán bộ Cung cấp (1953 - 1955)
- Trường Cán bộ Hậu cần (1955 - 1958)
- Trường Sĩ quan Hậu cần (1958 - 1974)
- Học viện Hậu cần - được thành lập trên cơ sở nâng cấp từ Trường Sĩ quan Hậu cần (Quyết định 188/QĐ-QP - Ngày 23 tháng 7 năm 1974)
- Tháng 8 năm 1980, một bộ phận của Học viện Hậu cần được tách ra để thành lập Trường sĩ quan Hậu cần.
- Tháng 3 năm 1996, sáp nhập Trường sĩ quan Hậu cần về Học viện Hậu cần (Quyết định số 257/QĐ–QP)
- Năm 2021, Học viện Hậu cần bàn giao nội dung đào tạo Trung cấp cho Cao đẳng Hậu cần/Tổng cục Hậu cần, Học viện chỉ đào tạo từ Cử nhân đến Tiến sĩ hậu cần, tài chính.
- Ngày 15 tháng 6 năm 1951 là Ngày truyền thống của Học viện Hậu cần - Ngày Chủ tịch Hồ Chí Minh gửi thư cho lớp cán bộ cung cấp đầu tiên của Tổng cục Cung cấp.

## Lãnh đạo hiện nay
- Giám đốc: Trung tướng, PGS, TS Phan Tùng Sơn
- Chính ủy: Trung tướng Dương Đức Thiện
- Phó Giám đốc: Thiếu tướng, PGS, TS Trịnh Bá Chinh
- Phó Giám đốc: Thiếu tướng Nguyễn Văn Kiên
- Phó Giám đốc: Thiếu tướng, TS Nguyễn Quang Dũng
- Phó Chính ủy: Thiếu tướng, PGS, TS Lê Thành Long

## Tổ chức Đảng
Đảng bộ trong Học viện Hậu cần bao gồm:
- Đảng bộ Học viện Hậu cần là cao nhất.
- Đảng bộ, chi bộ cơ sở các Phòng, Khoa, Hệ, Tiểu đoàn thuộc Đảng bộ Học viện Hậu cần.
- Chi bộ các cơ quan, đơn vị trực thuộc các Đảng bộ cơ sở.

## Tổ chức chính quyền

### Các cơ quan trực thuộc
- Phòng Đào tạo;
- Phòng Khoa học quân sự;
- Phòng Chính trị;
- Phòng Hậu cần - Kỹ thuật
- Văn phòng;
- Phòng Sau đại học;
- Phòng Thông tin khoa học quân sự;
- Ban Tài chính;
- Viện Nghiên cứu khoa học hậu cần quân sự;
- Tạp chí Nghiên cứu khoa học hậu cần quân sự;
- Ban Khảo thí và đảm bảo chất lượng giáo dục - đào tạo.

### Các khoa giáo viên
- Khoa Chỉ huy hậu cần;
- Khoa Quân nhu;
- Khoa Vận tải;
- Khoa Xăng dầu;
- Khoa Doanh trại;
- Khoa Tài chính;
- Khoa Quân sự;
- Khoa Lý luận Mác - Lênin và tư tưởng Hồ Chí Minh;
- Khoa Công tác Đảng, công tác chính trị;
- Khoa Khoa học cơ bản;
- Khoa Ngoại ngữ;
- Khoa Hậu cần chiến dịch.

### Các đơn vị quản lý học viên
- Hệ Đào tạo Sau đại học;
- Hệ Đào tạo Chỉ huy tham mưu hậu cần;
- Hệ Đào tạo Chuyên ngành;
- Hệ Đào tạo Quốc tế;
- Tiểu đoàn 1;
- Tiểu đoàn 2;
- Tiểu đoàn 3;
- Tiểu đoàn 4.

## Thành tích
- Danh hiệu Anh hùng lực lượng vũ trang nhân dân thời kỳ chống Mỹ cứu nước
- Huân chương Sao vàng
- Huân chương Hồ Chí Minh
- Huân chương Quân công hạng Nhất (3 lần)
- Huân chương Quân công hạng Ba
- Huân chương Chiến công hạng Nhất (3 lần)
- Huân chương Chiến công hạng Ba (2 lần)
- Huân chương Lao động hạng Nhì

## Hiệu trưởng, Giám đốc qua các thời kỳ
| TT | Họ tên            | Năm sinh | Năm mất  | Thời gian đảm nhiệm! | Cấp bậc tại nhiệm                                         | Chức vụ cuối cùng                                                                                                 | Ghi chú |  |
| -- | ----------------- | -------- | -------- | -------------------- | --------------------------------------------------------- | --- | ------- |  |
| 1  | Trần Đăng Ninh    | 1910     | 1955     | 1951                 |                                                           | Chủ nhiệm Tổng cục Cung cấp                                                                                       |         |  |
| 2  | Nguyễn Thanh Bình | 1920     | 2008     | 1951–1953 1955–1958  | Thiếu tướng (1959)                                        | Thường trực Ban Bí thư (1988–1991)                                                                                |         |  |
| 3  | Lê Khánh Khang    | 1919     | 1996     | 1958–1959            | Đại tá (1958)                                             | Cục trưởng Cục Kiến thiết cơ bản, Bộ Lâm nghiệp (1975-1980).                                                      |         |  |
| 4  | Bùi Phùng         | 1920     | 1999     | 1959–1960            | Thiếu tướng (1974) Trung tướng (1980) Thượng tướng (1986) | Chủ nhiệm Tổng cục Hậu cần (1977–1982) Thứ trưởng Bộ Quốc phòng (1977–1989) Phó Chủ nhiệm Ủy ban KHNN (1980–1992) |         |  |
| 5  | Hoàng Xuân        |          |          | 1961–1969            | Đại tá                                                    | |         |  |
| 6  | Nguyễn Đan Thành  |          |          | 1969–1970            | Thiếu tướng                                               | |         |  |
| 7  | Trần Chí Cường    | 1926     | 2009     | 1970–1974            | Thiếu tướng                                               | Phó Chủ nhiệm Tổng cục Hậu cần                                                                                    |         |  |
| 8  | Hoàng Kiện        | 1921     | 2000     | 1974–1981            | Thiếu tướng (1977)                                        | Phó Giám đốc Học viện Quốc phòng (1981–1986)                                                                      |         |  |
| 9  | Bùi Nam Hà        | 1924     | 2019     | 1981–1982            | Thiếu tướng (1983)                                        | Phó Tổng Thanh tra Quân đội (1982–1991)                                                                           |         |  |
| 10 | Hoàng Điền        |          |          | 1982–1988            | Thiếu tướng (1983)                                        | |         |  |
| 11 | Đặng Ngọc Giao    | 1929     |          | 1988–1995            | Thiếu tướng (1989)                                        | | Giáo sư |  |
| 12 | Phạm Tuyến        | 1938     |          | 1995–2003            | Thiếu tướng                                               | |         |  |
| 13 | Đồng Minh Tại     | 1950     | Còn sống | 2004–2011            | Thiếu tướng (2002) Trung tướng (2007)                     | Phó giám đốc Học Viện Hậu Cần (2000–2002)                                                                         | Giáo sư |  |
| 14 | Lưu Văn Miểu      | 1956     | Còn sống | 2011–2017            | Trung tướng (2016)                                        | | Giáo sư |  |
| 15 | Phạm Đức Dũng     | 1962     | Còn sống | 2017–2023            | Trung tướng                                               | | Giáo sư |  |
| 16 | Phan Tùng Sơn     |          | Còn sống | 2023-nay             | Thiếu tướng                                               | |         |  |

## Chính ủy qua các thời kỳ
- 2000-2004 Hoàng Ngọc Chiêu, Thiếu tướng[2] (1987), nguyên Cục trưởng Cục Chính trị, Bí thư Đảng ủy Bộ Tổng tham mưu Quân đội nhân dân Việt Nam.
- 2004–2010 Trung tướng Ngô Lương Hanh, nguyên Chính ủy Quân đoàn 1, Quân đội nhân dân Việt Nam.
- 2010–2014 Vũ Văn Đức, Trung tướng (2014), nguyên phó Chính ủy Học viện.
- 2014–2016, Đặng Nam Điền, Trung tướng (2014), nguyên Chính ủy Bộ Tư lệnh Bảo vệ Lăng Chủ tịch Hồ Chí Minh.[3][4]
- 2016– 2019, Hà Tuấn Vũ, Thiếu tướng (2014), Trung tướng (2018); nguyên Chính ủy Quân đoàn 2.
- 2019–10.2021, Nguyễn Văn Hùng, Thiếu tướng (2018), nguyên Chính ủy Quân đoàn 1.
- 10.2021 - nay, Dương Đức Thiện, Trung tướng (2011), nguyên Cục trưởng Cục BVANQĐ.

## Phó Giám đốc qua các thời kỳ
- Bạch Ngọc Liễn, Thiếu tướng (1985)
- Đào Xuân Định, Thiếu tướng (2006)
- Trần Đức Sơn, Thiếu tướng (2008)
- Lê Viết Tuyến, Thiếu tướng (2008)
- Đào Xuân Hước, Thiếu tướng (2013), nguyên Phó Tư lệnh Quân đoàn 2
- Trần Đình Hướng, Thiếu tướng (2016)[5]
- Vũ Văn Nghiệp, Thiếu tướng, nguyên Phó Tư lệnh Binh chủng Đặc công
- Trần Đình Thăng, Thiếu tướng, nguyên Phó Chủ nhiệm Hậu cần Quân khu 2
- Phạm Nghĩa Tình, Thiếu tướng (2019), nguyên Chủ nhiệm Hậu cần, Tổng cục Chính trị QĐND Việt Nam
- Nguyễn Văn Kiên, Thiếu tướng (2022), nguyên Phó Tư lệnh Quân đoàn 2.
- Nguyễn Quang Dũng, Thiếu tướng (2024).

## Phó Chính ủy qua các thời kỳ
- Nguyễn Quốc Chiến, Đại tá
- Lại Duy Trợ, Thiếu tướng
- Vũ Mạnh Hà, Thiếu tướng
- Lê Nguyên Đương, Thiếu tướng
- Lê Thành Long, Thiếu tướng